# آردن‌بورخ
آردنبرگ (به لاتین: Aardenburg) یک سکونتگاه مسکونی در هلند با جمعیت ۲٬۴۳۸ نفر است که در Sluis واقع شده‌است.